# Набережне (Павлодарський район)
На́бережне (каз. Набережное) — село у складі Павлодарського району Павлодарської області Казахстану. Адміністративний центр Григор'євського сільського округу.
Населення —  (2021; 1552 у 2009, 1777 у 1999, 1971 у 1989).
Національний склад станом на 1989 рік:
- росіяни — 35 %
- казахи — 31 %
- німці — 21 %